# Hợp Dương
Hợp Dương (chữ Hán phồn thể:合陽縣, chữ Hán giản thể: 合阳县) là một huyện thuộc địa cấp thị Vị Nam, tỉnh Thiểm Tây, Cộng hòa Nhân dân Trung Hoa. Huyện này có diện tích 1127 ki-lô-mét vuông, dân số năm 2004 là 440.000 người. Tên cũ của địa danh này là Cáp Dương (郃陽), được đặt từ thời Tần Thủy Hoàng. Năm 1964, đổi tên thành Hợp Dương (合陽, khác chữ nhưng cùng âm). Về mặt hành chính, huyện được chia thành 8 trấn, 13 hương.
- Trấn: Thành Quan, Cam Tỉnh, Phường, Hắc Trì, Lộ Tỉnh, Vương Thôn, Hoàng Phù Trang, Bách Lương.
- Hương: Bình Chính, Tri Bảo, Phù Lục, Đông Vương, Tân Trì, Mã Gia Trang, Mạnh Trang, Độc Điếm, Hòa Gia Trang, Phòng Lỗ Trại, Dương Gia Trang, Đồng Gia Trang, Vương Gia Oa.